# Бомбля
Бомбля (пол. Bombla) — село в Польщі, у гміні Корицин Сокульського повіту Підляського воєводства.
Населення — 87 осіб (2011).
У 1975-1998 роках село належало до Білостоцького воєводства.

## Демографія
Демографічна структура станом на 31 березня 2011 року:
|          | Загалом | Допрацездатний вік | Працездатний вік | Постпрацездатний вік |
| -------- | ------- | ------------------ | ---------------- | -------------------- |
| Чоловіки | 46      | 10                 | 32               | 4                    |
| Жінки    | 41      | 9                  | 19               | 13                   |
| Разом    | 87      | 19                 | 51               | 17                   |